# Komprachcice
Komprachcice est une localité polonaise de la voïvodie et le powiat d'Opole. Elle est le siège de la gmina qui porte son nom

## Personnalités liées à la localité
- La journaliste allemande Bascha Mika a vu le jour à Komprachcice, le 17 janvier 1954.